# Poimenesperus niveicollis
Poimenesperus niveicollis är en skalbaggsart som beskrevs av Aurivillius 1903. Poimenesperus niveicollis ingår i släktet Poimenesperus och familjen långhorningar. Inga underarter finns listade i Catalogue of Life.